# 郊外線 (韓国)
郊外線（キョウェせん）は、大韓民国京畿道高陽市徳陽区の陵谷駅から議政府市の議政府駅までを結ぶ、韓国鉄道公社（KORAIL）の鉄道路線。 
全線開業から2004年の旅客営業中断までの間はソウル郊外線（朝鮮語: 서울교외선、ソウルキョウェせん）という名称であった。
全線が非電化の単線路線だが、陵谷 - 大谷間は京義線に、京元電鉄線の佳陵付近 - 議政府間は京元線と並走している。

## 概要
ソウル市北方に京義線と京元線の連絡線を設ける構想は日本統治時代から存在し、1944年2月に着工されたものの線路竣工前に朝鮮光復を迎えたため未成線で終わった。日本統治時代には、京義線の旅客・貨物を中央線経由で釜山へ通す役割、及び京元線の列車を京城府に乗り入れることなく車両基地のある水色駅へ回送する役割が期待されていた。
現存のソウル郊外線は陵議線（朝鮮語: 능의선、ヌンウィせん）として1959年に着工され、1961年7月10日に陵谷 - 佳陵間が部分開通、1963年8月20日に佳陵 - 議政府間が開通し全線開業した。開業当初はソウル駅 - （京義線経由） - 陵谷駅 - （ソウル郊外線経由） - 議政府駅 - （京元線経由）- ソウル駅間を環状運転する旅客列車が設定されたが、1986年に首都圏電鉄1号線が京元線議政府駅まで延伸されると運行区間は縮小し、ソウル駅 - 陵谷駅 - 議政府駅間のみの運行となった。運行は全て気動車で行われ、1990年代まで日本製気動車が、1997年からは3両編成の9501系気動車が用いられていた。
沿線は全てソウル特別市の北側郊外に位置するが、朝鮮民主主義人民共和国（北朝鮮）に近いことから韓国軍の軍事基地が複数存在し、開発規制区域とされていた。そのため、ソウル近郊であるにもかかわらず田園や荒野が広がり、人口は極めて少なく、乗客も少ない状態が続いていた。一方、それにより自然の景観が残ったことから観光客の利用が見込めたため、1994年8月21日からは中国製の新造蒸気機関車を使ったSL観光列車（ムグンファ号）が休日を中心に運行（議政府 - ソウル間直通）していた。しかし、1990年代後半の経済危機やSLの保守が困難なことを理由に、SL観光列車は2000年5月15日限りで運行が取りやめられた。更に、沿線の開発抑制で利用者の増加が見込めないことなどにより、KTXが開業する前日の2004年3月31日をもって定期旅客列車の運行は終了した。以降、郊外線の定期列車は沿線にある韓国軍基地への補給輸送を目的とした貨物列車のみとなったが、これも2013年10月に運行が終了し、事実上の休止路線に近い状態となった。
この事態を受けて2010年代以降、沿線の自治体は郊外線の旅客輸送を再開させるよう国に対し働き掛け、一時は郊外線を電化・複線化し首都圏電鉄3号線と直通運転する構想が提唱された
。だが、費用対効果の悪さから具体的な整備計画は長期にわたって進展せず、2021年8月にようやく旅客輸送再開の具体的な方案がまとまった。2021年に報道された計画によると、沿線自治体が運営負担金を負担し、気動車を使って郊外線の区間のみを1日34往復する予定となっていた。ただし、旅客扱いが再開される駅は大谷・元陵・日迎・長興・松湫・議政府の6駅であり、陵谷駅は車輛の留置施設に転用、大井・三陵・碧蹄・温陵の4駅は今後閉鎖される予定である。
2025年1月11日に旅客輸送が再開されたが、当初使用を予定していた9501系気動車が耐用年数により2023年をもって全廃されたことから、プッシュプル列車で、客車型ムグンファ号2両（電源車1両合計3両）を牽引する方式に計画が変更になった。また、当初日迎駅で10日に開通式が予定されていたが、中止になった。
運行開始当初約一ヶ月間は、通勤時間帯を中心に1日4往復とし、1月中は営業再開記念として、1,000ウォンの特別運賃が適用された。その後の現在では、通常のムグンファ号と同じ初乗り運賃である2,600ウォンとなっている。

## 駅一覧
- 駅所在地は全線京畿道内。

| 駅名     | 駅名     | 駅名      | 駅間キロ (km) | 累計キロ (km) | 駅 等級      | 駅種別       | 接続路線                                                                            | 所在地        | 所在地 |
| 日本語   | ハングル | 英語      | 駅間キロ (km) | 累計キロ (km) | 駅 等級      | 駅種別       | 接続路線                                                                            | 所在地        | 所在地 |
| -------- | -------- | --------- | ------------- | ------------- | ------------ | ------------ | ----------------------------------------------------------------------------------- | ------------- | ------ |
| 陵谷駅   | 능곡역   | Neunggok  | 0.0           | 0.0           | 3級          | 普通駅       | 韓国鉄道公社： 京義・中央線（京義線） (K321)・ 西海線 (S12)                         | 高陽市 徳陽区 |        |
| 大谷駅   | 대곡역   | Daegok    | 1.5           | 1.5           | 2級          | 配置簡易駅   | 韓国鉄道公社： 京義・中央線（京義線） (K322)・ 3号線（一山線） (315)・ 西海線 (S11) | 高陽市 徳陽区 |        |
| 大井駅   | 대정역   | Daejeong  | 1.3           | 2.8           | 無配置簡易駅 | 無配置簡易駅 |                                                                                     | 高陽市 徳陽区 |        |
| 元陵駅   | 원릉역   | Wolleung  | 2.9           | 5.7           | 無配置簡易駅 | 無配置簡易駅 |                                                                                     | 高陽市 徳陽区 |        |
| 三陵駅   | 삼릉역   | Samneung  | 2.1           | 7.8           | 無配置簡易駅 | 無配置簡易駅 |                                                                                     | 高陽市 徳陽区 |        |
| 碧蹄駅   | 벽제역   | Byeokje   | 4.2           | 12.0          | 無配置簡易駅 | 無配置簡易駅 |                                                                                     | 高陽市 徳陽区 |        |
| 日迎駅   | 일영역   | Iryeong   | 4.7           | 16.7          | 無配置簡易駅 | 無配置簡易駅 |                                                                                     | 楊州市        |        |
| 長興駅   | 장흥역   | Jangheung | 2.4           | 19.1          | 無配置簡易駅 | 無配置簡易駅 |                                                                                     | 楊州市        |        |
| 温陵駅   | 온릉역   | Olleung   | 0.8           | 19.9          | 臨時乗降場   | 臨時乗降場   |                                                                                     | 楊州市        |        |
| 松湫駅   | 송추역   | Songchu   | 3.2           | 23.1          | 無配置簡易駅 | 無配置簡易駅 |                                                                                     | 楊州市        |        |
| 議政府駅 | 의정부역 | Uijeongbu | 8.7           | 31.8          | 2級          | 管理駅       | 韓国鉄道公社： 1号線（京元電鉄線） (110)                                            | 議政府市      |        |

### 廃駅
- 佳陵駅 - 松湫駅と議政府駅との間に存在した。1963年8月20日に廃止。